# Kangaraneus farhani
Espèce
Kangaraneus farhani est une espèce d'araignées aranéomorphes de la famille des Araneidae.

## Distribution
Cette espèce est endémique d'Australie. Elle se rencontre au Victoria, en Nouvelle-Galles du Sud, dans le Territoire de la capitale australienne, en Australie-Méridionale et en Tasmanie.

## Description
Le mâle holotype mesure 5,8 mm et la femelle paratype 10,4 mm, les mâles mesurent de 5,6 à 5,8 mm et les femelles de 6,3 à 10,4 mm

## Systématique et taxinomie
Cette espèce a été décrite par Castanheira et Framenau en 2023.

## Étymologie
Cette espèce est nommée en l'honneur de Farhan Bokhari.

## Publication originale
- Castanheira & Framenau, 2023 : « Kangaraneus, a new genus of orb-weaving spider from Australia (Araneae, Araneidae). » Zoosystematics and Evolution, vol. 99, no 2, p. 307-323 (texte intégral).